# Monthly Shōnen Magazine
Monthly Shōnen Magazine (月刊少年マガジン, Gekkan Shōnen Magajin) é uma revista de mangá shōnen japonesa publicada pela Kodansha. Originalmente lançada como Bessatsu Shōnen Magazine (別冊少年マガジン) em 1964 com edições trimestrais, a revista foi renomeada para Monthly Bessatsu Shōnen Magazine (月刊別冊少年マガジン) em 1969 quando passou a publicar edições mensais. Em 1974 não houve publicações da revista, retornando em 1975 com o nome atual.

## Séries atuais
| Título da série                                                            | Autor                | Início            |
| -------------------------------------------------------------------------- | -------------------- | ----------------- |
| Ballroom e Youkoso (ボールルームへようこそ)                                | Takeuchi Tomo        | Novembro de 2011  |
| Bocchi Album (ぼっちアルバム)                                              | Hirai Takeshi        | Junho de 2015     |
| C.M.B. Shinra Hakubutsukan no Jiken Mokuroku (C.M.B. 森羅博物館の事件目録) | Katou Motohiro       | Setembro de 2005  |
| Dear Boys: Over Time (DEAR BOYS OVER TIME)                                 | Yagami Hiroki        | Fevereiro de 2016 |
| Haru yo, Kuruna (春よ来るな)                                               | Kusamizu Bin         | Fevereiro de 2016 |
| Kakushigoto (かくしごと)                                                   | Kumeta Kouji         | Dezembro de 2015  |
| Kin no Kanojo Gin no Kanojo (金の彼女 銀の彼女)                            | Akai Maruboro        | Fevereiro de 2014 |
| Kuro Ageha (くろアゲハ)                                                    | Kase Atsushi         | Dezembro de 2013  |
| Mashiro no Oto (ましろのおと)                                              | Ragawa Marimo        | Outubro de 2010   |
| Noragami (ノラガミ)                                                        | Adachitoka           | Dezembro de 2010  |
| Okitegami Kyouko no Bibouroku (掟上今日子の備忘録)                         | Nisio Isin           | Agosto de 2015    |
| Ryuurouden: Chuugen Ryouranhen (龍狼伝 中原撩乱編)                         | Yamahara Yoshito     | 2007              |
| Ryuusui no Tsubasa: Shiki Ryuukou Seika Iden (龍帥の翼 史記・留侯世家異伝) | Kawahara Masatoshi   | Março de 2016     |
| Sayonara Watashi no Cramer (さよなら私のクラマー)                          | Arakawa Naoshi       | Maio de 2016      |
| Shin Kamen Rider Spirits (新仮面ライダーSPIRITS)                           | Ishinomori Shoutarou | 2009              |
| Tekken Chinmi Gaiden (鉄拳チンミ外伝)                                      | Maekawa Takeshi      | Julho de 1997     |
| Tekken Chinmi Legends (鉄拳チンミLegends)                                  | Maekawa Takeshi      | 2007              |
| Yata Garasu (YATAGARASU ヤタガラス)                                        | Aihara Tsukasa       | 2003              |

## Séries finalizadas
- Shigatsu wa Kimi no Uso
- Beck
- Alive: Saishuu Shinkateki Shounen
- RiN
- Shiina-ke no Hitobito
- Ryuurouden
- Violence Jack
- W's
- Tekken Chinmi
- Dear Boys
- Capeta
- Shin Tekken Chinmi
- Shanaou Yoshitsune
- Et Cetera
- Spider-Man
- Animal Sense
- Dear Boys Act 2
- Queen Emeraldas
- Shura no Mon
- Andromeda Stories
- Kaiouki
- Mutsu Enmei-ryuu Gaiden: Shura no Toki
- Dear Boys Act 3
- NaNa
- Shanaou Yoshitsune: Genpei no Kassen
- Tsumetai Kousha no Toki wa Todomaru
- Shura no Mon Iden: Fudekage
- 1+2=Paradise
- Dear Boys: The Early Days
- Heart Catch Izumi-Chan
- 88
- Flag Fighter
- Shura no Mon: Dai Ni Mon
- Nanto Magoroku
- Bonba!
- Ashita Aozora
- Mahjong Club
- Sengoku Musou: Mononofu-tachi no Sekigahara
- Kimama ni UpDown
- Gut's
- Banjou no Polaris
- Nana-chan wa Ore no Mono
- Kaze Hikaru: Koshien
- IN23H
- Kuroneko Dance
- Futari ni Omakase
- Bo・n・do
- Soap-Gata
- Tenman à la carte
- Tomuro Koukou Jinsei Soudan-bu!